# Razón (matemática)
En las matemáticas, la razón es una relación binaria entre  magnitudes (es decir, objetos, personas, estudiantes,  unidades del SI, etc.), generalmente se expresa como «a es a b» o a:b. En el caso de números toda razón se puede expresar como una fracción y finalmente como un decimal.[cita requerida]

## Progresiones
En ocasiones se habla de razón aritmética y razón geométrica en el contexto de las progresiones aritméticas y progresiones geométricas, respectivamente. En los dos casos, la razón se entiende como la relación entre dos términos consecutivos de la sucesión, denominados antecedente y consecuente, siendo esta relación la diferencia en el caso de las progresiones aritméticas y el cociente en el caso de las progresiones geométricas. Tradicionalmente se ha denominado exponente o exponente de la razón al número resultado de esta diferencia o cociente. En general, se entiende por razón el cociente adimensional entre dos números, y es en este sentido que se habla de razón de aspecto en una imagen o de la razón profesor-alumnos en un centro educativo.

## Razón geométrica

«4 es a 3» es la razón entre el ancho y la altura de un típico monitor de computadora.

La razón geométrica es la comparación de dos cantidades por su cociente, donde se ve cuántas veces contiene una a la otra. Solo si las magnitudes a comparar tienen la misma unidad de medida la razón es adimensional.
Una razón «X:Y» se puede leer como «X sobre Y», o bien «X es a Y».
El numerador de la razón (es decir, el X) se llama antecedente y al denominador (el Y) se le conoce como consecuente.

### Ejemplo
18/6 representa la razón de 18 entre 6, que es igual a 3 (18 tiene tres veces 6). Su razón geométrica es 3, su antecedente 18, y su consecuente 6.
20/2 representa la razón de 20 entre 2, que es igual a 10 (20 tiene diez veces 2). Su razón geométrica es 10, su antecedente 20, y su consecuente 2.

### Ejemplos de progresiones geométricas
- La progresión 1, 2, 4, 8, 16,  es una progresión geométrica cuya razón vale 2, al igual que 5, 10, 20, 40.
- La razón no necesariamente tiene que ser un número entero. Así, 12, 3, 0.75, 0.1875 es una progresión geométrica con razón 1/4.
- La razón tampoco tiene por qué ser positiva. De este modo la progresión 3, -6, 12, -24 tiene razón -2. Este tipo de progresiones es un ejemplo de progresión alternante porque los signos alternan entre positivo y negativo.
- Cuando la razón es igual a 1 se obtiene una progresión constante: 7, 7, 7, 7.

## Razón aritmética
La razón aritmética[cita requerida] de dos cantidades es la diferencia (o resta) de dichas cantidades. La razón aritmética se puede escribir colocando entre las dos cantidades el signo . o bien con el signo -. Así, la razón aritmética de 6 a 4 se escribe: 6.4 o 6-4.
{\displaystyle {\rm {\color {red}{antecedente\rightarrow 6}\color {black}{-}\color {blue}{4\leftarrow consecuente}}}}
El primer término de una razón aritmética recibe el nombre de antecedente y el segundo el de consecuente. Así en la razón 6-4, el antecedente es 6 y el consecuente 4.

### Propiedades de las razones aritméticas
Como la razón aritmética de dos cantidades no es más que la resta indicada de dichas cantidades, las propiedades de las razones aritméticas serán las propiedades de toda suma o resta.

#### Primera propiedad
Si al antecedente se le suma o resta una cantidad la razón aritmética queda aumentada o disminuida dicha cantidad.
- Primer caso (con la suma)

Sea la razón aritmética 7 a 5 es igual a 2:
{\displaystyle 7-5=2\,{\mbox{  }}\,7.5=2}
Si le sumamos al antecedente el número 4 (aclaramos que puede ser cualquier número) entonces tendríamos (7+4)-5= 6. Como se observa la respuesta de la razón aritmética original (7-5=2), después de sumarle 4 al antecedente ((7+4)-5= 6) la respuesta queda aumentada en dicha cantidad.
- Segundo caso (con la resta)

Sea la razón aritmética 18 a 3 es igual a 15:
{\displaystyle 18-3=15\,{\mbox{ o }}\,18.3=15}
Si le restamos al antecedente, el número 2 (aclaramos que puede ser cualquier número) entonces tendríamos (18-2)-3= 13. Como se observa la respuesta de la razón aritmética original (18-3=15), después de restarle 2 al antecedente ((18-2)-3= 13) la respuesta queda disminuida en dicha cantidad.

#### Segunda propiedad
Si al consecuente de una razón aritmética se suma o se resta una cantidad cualquiera, la razón queda disminuida en el primer caso y aumentada en el segundo en la cantidad de veces que indica dicho número.
- Primer caso (sumando una cantidad cualquiera al consecuente)

Sea la razón aritmética 45 a 13 es igual a 32:
Si le sumamos al consecuente el número 7 (aclaramos que puede ser cualquier número) entonces tendríamos 45-(13+7)=25. Como se observa la respuesta de la razón aritmética original (45-13=32), después de sumarle 7 al consecuente 45-(13+7)=25) la respuesta queda disminuida en dicha cantidad es decir de 32 pasó a ser 25.
- Segundo caso (restando una cantidad cualquiera al consecuente)

Sea la razón aritmética 36 a 12 es igual a 24:
Si le restamos al consecuente el número 3 (aclaramos que puede ser cualquier número) entonces tendríamos 36-(12-3)= 27. Como se observa la respuesta de la razón aritmética original (36-12=24), después de restarle 3 al consecuente (36-(12-3)= 27) la respuesta queda aumentada en dicha cantidad es decir de 24 pasó a ser 27.

## Proporciones geométricas
Una «proporción geométrica» es una expresión de la relación de igualdad entre 2 razones.
Las proporciones geométricas se pueden representar de dos maneras distintas:
a/b = c/d o bien a∶b = c∶d
y se lee «a es a b como c es a d».
Los términos primero y cuarto de una proporción geométrica reciben el nombre de extremos, mientras que los términos segundo y tercero se denominan medios. Así sea la proporción geométrica 10∶5 = 8∶4. Los términos 10 y 4 (son extremos) y, 5 y 8 (son medios).
Las proporciones geométricas cuyos medios no son iguales reciben el nombre de proporciones geométricas discretas.

## Razón simple
La razón simple de tres números a, b y c, expresada (abc), se define como el cociente de las diferencias entre el primero y cada uno de los otros dos.
{\displaystyle (abc)={\frac {c-a}{b-a}}}

## Razón doble
La razón doble de cuatro números a, b, c y d, expresada (abcd), se define como el cociente entre la razón simple de a, c y d y la razón simple de b, c y d.
{\displaystyle (abcd)={\frac {(acd)}{(bcd)}}}